# Арнолд, Мэтью
Мэ́тью А́рнолд (Matthew Arnold; 24 декабря 1822, Лэйлем-на-Темзе, Суррей — 15 апреля 1888, Ливерпуль) — английский поэт и культуролог, один из наиболее авторитетных литературоведов и эссеистов викторианского периода. Стоял у истоков движения за обновление англиканской церкви.

## Биография
Сын Томаса Арнолда, на протяжении 13 лет возглавлявшего частную школу в Регби. Во время обучения в Оксфордском университете подпал под сильное влияние Джона Генри Ньюмана и прочих деятелей Оксфордского движения. На протяжении всей жизни Оксфорд оставался для него синонимом накопленной человечеством культуры и цивилизации, которую подтачивают «чернь» (рабочий класс), «филистимляне» (буржуазия) и «варвары» (аристократия).

## Творчество
По профессии Арнолд был инспектором провинциальных школ, много путешествовал по стране. В своей центральной книге, сборнике очерков «Культура и анархия» (1869; доработка и переиздание в каноническом виде — 1875), Арнолд с пессимизмом взирает на хаотичную эпоху промышленной революции из башни слоновой кости рафинированного интеллектуального аристократизма. Он превозносит поэзию, которая для современного человека заменяет религию, ведь именно к ней обращаются за истолкованием жизни, в ней ищут моральной поддержки и утешения.
Как явствует из его лекций «О переводах Гомера» (1860), образцами для современных поэтов Арнолд считает греческих и римских авторов, в которых черпали вдохновение поэты эпохи классицизма. Для его собственного поэтического творчества характерны единство места и действия, бесстрастность, обобщенность и архитектурность — качества, которые он противопоставляет губительной неразберихе повседневности («Дуврский берег», «On Dover Beach», 1867).
Его поэзия настолько высоко ценилась современниками, что в 1857 г. ему была доверена оксфордская кафедра поэтического мастерства.